# Remond Mendy
Remond Macougne Mendy (Dakar, 9 ottobre 1985) è un ex calciatore senegalese, di ruolo attaccante.

## Carriera
Mendy ha giocato con la maglia del Jeanne d'Arc, per cui ha giocato anche nella Champions League 2004. All'interno di questa manifestazione, ha trovato anche una rete nella vittoria per 2-1 sull'Espérance, che ha garantito l'accesso del Jeanne d'Arc alle semifinali del torneo, dove è arrivata l'eliminazione.
A gennaio 2006, Mendy è passato ai portoghesi del Desportivo Aves, militanti in Segunda Liga. Ha esordito in squadra il 4 febbraio, schierato titolare nella sconfitta per 2-1 patita sul campo del Vizela.
Alla fine della stagione, si è trasferito all'Estoril Praia, sempre in Segunda Liga. Ha debuttato quindi in data 10 settembre 2006, trovando anche la rete che ha sancito il successo per 0-1 in casa del Chaves. Rimasto in squadra sino al termine della stagione, ha totalizzato 21 presenze in campionato e messo a referto 2 gol.
Nell'estate 2007, Mendy è stato ingaggiato dal Raufoss, compagine norvegese militante in 1. divisjon, secondo livello del campionato locale. Ha giocato la prima partita in squadra il 9 settembre, subentrando a Christian Hemberg nella sconfitta casalinga per 1-4 contro il Mandalskameratene: ha trovato l'unica rete in favore della sua squadra. Al termine di quella stessa stagione, il Raufoss è retrocesso in 2. divisjon, con Mendy che vi ha giocato per un ulteriore biennio.
Nel 2010, Mendy è passato al Nybergsund, tornando così in 1. divisjon. Il primo incontro in squadra lo ha giocato il 5 aprile, schierato titolare nel 2-1 inflitto al Mjøndalen. Il 30 maggio 2010 ha trovato le prime reti, mettendo a segno una doppietta nel 3-1 con cui il Nybergsund ha superato il Ranheim.
Ad agosto 2011, è stato acquistato dall'Hønefoss. Il 4 agosto ha pertanto debuttato con la nuova maglia, schierato titolare nella sconfitta interna per 2-3 contro il Sandefjord. Il 7 agosto è arrivato il primo gol, nella vittoria per 6-0 sul Randaberg. Alla fine di quello stesso campionato, l'Hønefoss ha centrato la promozione in Eliteserien.
Il 24 marzo 2012 ha giocato quindi la prima partita nella massima divisione norvegese, nello 0-0 contro il Lillestrøm. Il 7 luglio ha siglato il primo gol, nel successo per 2-1 sul Brann. Mendy è rimasto all'Hønefoss fino al termine del campionato 2013, per poi svincolarsi.
Rimasto lontano dai campi da gioco per tutto il 2014 per ragioni di carattere personale, in data 22 gennaio 2015 ha fatto ritorno al Nybergsund, in 2. divisjon. È tornato quindi a calcare i campi da calcio norvegesi in data 18 aprile, schierato titolare nella sconfitta per 5-0 subita in casa della sua ex squadra del Raufoss. Il 22 aprile è tornato al gol, in occasione del primo turno del Norgesmesterskapet: ha segnato una rete nella sconfitta per 1-3 contro l'Ullensaker/Kisa.
Il 4 ottobre 2015 ha prolungato il contratto che lo legava al Nybergsund, fino al 31 dicembre 2017.

## Statistiche

### Presenze e reti nei club
Statistiche aggiornate al 2 ottobre 2020.
| Stagione            | Club                | Campionato          | Campionato | Campionato | Coppe nazionali | Coppe nazionali | Coppe nazionali | Coppe continentali | Coppe continentali | Coppe continentali | Supercoppe | Supercoppe | Supercoppe | Totale | Totale |
| Stagione            | Club                | Comp                | Pres       | Reti       | Comp            | Pres            | Reti            | Comp               | Pres               | Reti               | Comp       | Pres       | Reti       | Pres   | Reti   |
| ------------------- | ------------------- | ------------------- | ---------- | ---------- | --------------- | --------------- | --------------- | ------------------ | ------------------ | ------------------ | ---------- | ---------- | ---------- | ------ | ------ |
| 2004                | Jeanne d'Arc        | L1                  | ?          | ?          | CS              | ?               | ?               | CCL                | 1+                 | 1+                 | -          | -          | -          | ?      | ?      |
| 2005                | Jeanne d'Arc        | L1                  | ?          | ?          | CS              | ?               | ?               | -                  | -                  | -                  | -          | -          | -          | ?      | ?      |
| Totale Jeanne d'Arc | Totale Jeanne d'Arc | Totale Jeanne d'Arc | ?          | ?          |                 | ?               | ?               |                    | 1+                 | 1+                 |            | -          | -          | ?      | ?      |
| gen.-giu. 2006      | Desp. Aves          | SL                  | 5          | 0          | CP              | -               | -               | -                  | -                  | -                  | -          | -          | -          | 5      | 0      |
| 2006-2007           | Estoril Praia       | SL                  | 21         | 2          | CP              | ?               | ?               | -                  | -                  | -                  | -          | -          | -          | 21+    | 2+     |
| ago.-dic. 2007      | Raufoss             | 1D                  | 9          | 3          | CN              | -               | -               | -                  | -                  | -                  | -          | -          | -          | 9      | 3      |
| 2008                | Raufoss             | 2D                  | ?          | ?          | CN              | ?               | ?               | -                  | -                  | -                  | -          | -          | -          | ?      | ?      |
| 2009                | Raufoss             | 2D                  | ?          | ?          | CN              | ?               | ?               | -                  | -                  | -                  | -          | -          | -          | ?      | ?      |
| Totale Raufoss      | Totale Raufoss      | Totale Raufoss      | 9+         | 3+         |                 | ?               | ?               |                    | -                  | -                  |            | -          | -          | 9+     | 3+     |
| 2010                | Nybergsund          | 1D                  | 24         | 7          | CN              | 3               | 1               | -                  | -                  | -                  | -          | -          | -          | 27     | 8      |
| gen.-ago. 2011      | Nybergsund          | 1D                  | 15         | 9          | CN              | 2               | 3               | -                  | -                  | -                  | -          | -          | -          | 17     | 12     |
| ago.-dic. 2011      | Hønefoss            | 1D                  | 13         | 5          | CN              | -               | -               | -                  | -                  | -                  | -          | -          | -          | 13     | 5      |
| 2012                | Hønefoss            | ES                  | 24         | 1          | CN              | 1               | 1               | -                  | -                  | -                  | -          | -          | -          | 25     | 2      |
| 2013                | Hønefoss            | ES                  | 23         | 1          | CN              | 1               | 0               | -                  | -                  | -                  | -          | -          | -          | 24     | 1      |
| 2015                | Nybergsund          | 2D                  | 26         | 10         | CN              | 1               | 1               | -                  | -                  | -                  | -          | -          | -          | 27     | 11     |
| 2016                | Nybergsund          | 2D                  | 26         | 6          | CN              | 1               | 0               | -                  | -                  | -                  | -          | -          | -          | 27     | 6      |
| 2017                | Nybergsund          | 2D                  | 24         | 3          | CN              | 2               | 0               | -                  | -                  | -                  | -          | -          | -          | 26     | 3      |
| Totale Nybergsund   | Totale Nybergsund   | Totale Nybergsund   | 115        | 35         |                 | 9               | 5               |                    | -                  | -                  |            | -          | -          | 124    | 40     |
| giu.-dic. 2019      | Hønefoss            | 3D                  | 13         | 6          | CN              | -               | -               | -                  | -                  | -                  | -          | -          | -          | 13     | 6      |
| Totale Hønefoss     | Totale Hønefoss     | Totale Hønefoss     | 73         | 13         |                 | 2               | 1               |                    | -                  | -                  |            | -          | -          | 75     | 14     |
| Totale              | Totale              | Totale              | 223+       | 53+        |                 | 11+             | 6+              |                    | 1+                 | 1+                 |            | -          | -          | 235+   | 60+    |

## Palmarès

### Club

#### Competizioni nazionali
- 1. divisjon: 1

Hønefoss: 2011